# Rio Feneş (Someş)
O Rio Feneş é um rio da Romênia, afluente do Someşul Mic, localizado no distrito de Cluj.